# 이탈리아의 선사 시대
이탈리아의 선사 시대는 인간이 처음으로 이탈리아 지역에 살기 시작한 구석기 시대에 시작하며 이탈리아에서 처음으로 서면 기록이 발견된 철기 시대에 끝난다.

## 구석기 시대

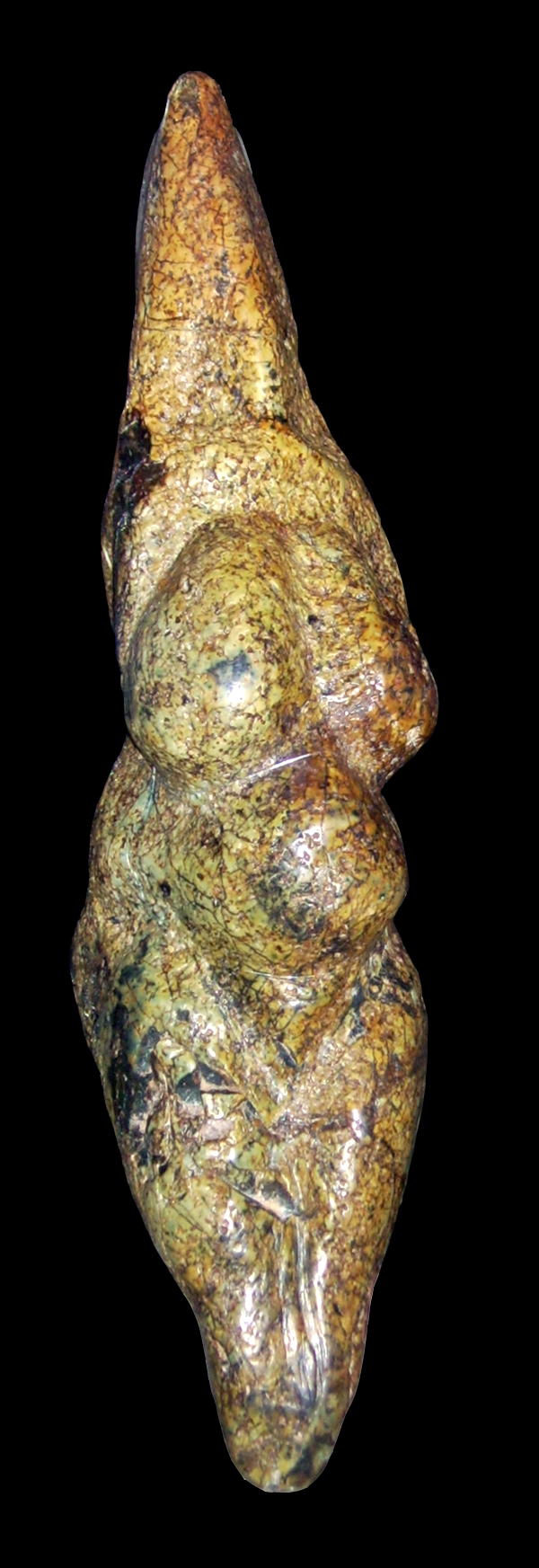
사비냐노의 비너스

선사 시대에 이탈리아 반도는 지금과는 달랐다. 예를 들어 빙하기에는 해수면은 더 낮았으며 엘바섬과 시칠리아는 본토와 연결되어 있었다. 아드리아해는 지금의 가르가노반도에서 시작했고, 지금의 베네치아 지면은 습한 기후의 비옥한 평원이었다.
처음으로 사람족이 이곳에 온 것은 85만 년 전 몬테 포지올로Monte Poggiolo였다.
네안데르탈인의 존재는 기원전 5만 년 전의 고고학 유적들에 의해 입증되었다(플라이스토세 후기). 20곳 정도의 유적이 있는데, 그 중에 가장 중요한 유적은 산펠리체치르체오의 Grotta Guattari(로마 남쪽 티레니아해)이며, 다른 곳은 Grotta di Fumane(베로나도)와 Breuil Grotto가 있다.
호모 사피엔스는 후기 구석기 시대에 이탈리아 반도에 등장했으며, 가장 오래된 유적은 4만 8천 년 전 유적인 Balzi Rossi이다. 2011년 11월 잉글랜드의 옥스포드 방사성 탄소 가속기에서 Grotta del Cavallo에서 1964년 발굴된 네안데르탈인 아기의 것으로 추정되는 치아를 측정한 결과 4만 3천 년에서 4만 5천 년 전의 것으로 측정되었다.
2011년 Pistoccu에서 가장 완벽한 고대 사르데냐인의 해골(Amsicora라고 이름 붙여짐)이 발견되었다. 8,500 년 전(중석기 시대와 신석기 시대 사이)의 사람으로 추정된다.

## 신석기 시대
새조개 문화는 새조개의 껍데기로 점토에 각인시킨 신석기 시대의 장식 양식이다. 이 문화의 또 다른 이름인 압인무늬토기 문화는 몇몇 고고학자들이 이 문화를 정의하기 위해 이름 붙여졌다.
압인무늬토기 문화는 이탈리아와 리구리아 해변 일대에서 발견되며, 프로방스, 프랑스, 포르투갈까지 영향을 미친 서부 새조개 문화와는 별개의 문화이다.
이러한 토기 양식은 아드리아해와 포르투갈의 대서양 해변, 남쪽으로는 모로코까지 퍼진 지중해 신석기의 주요 문화에 영향을 끼쳤다.

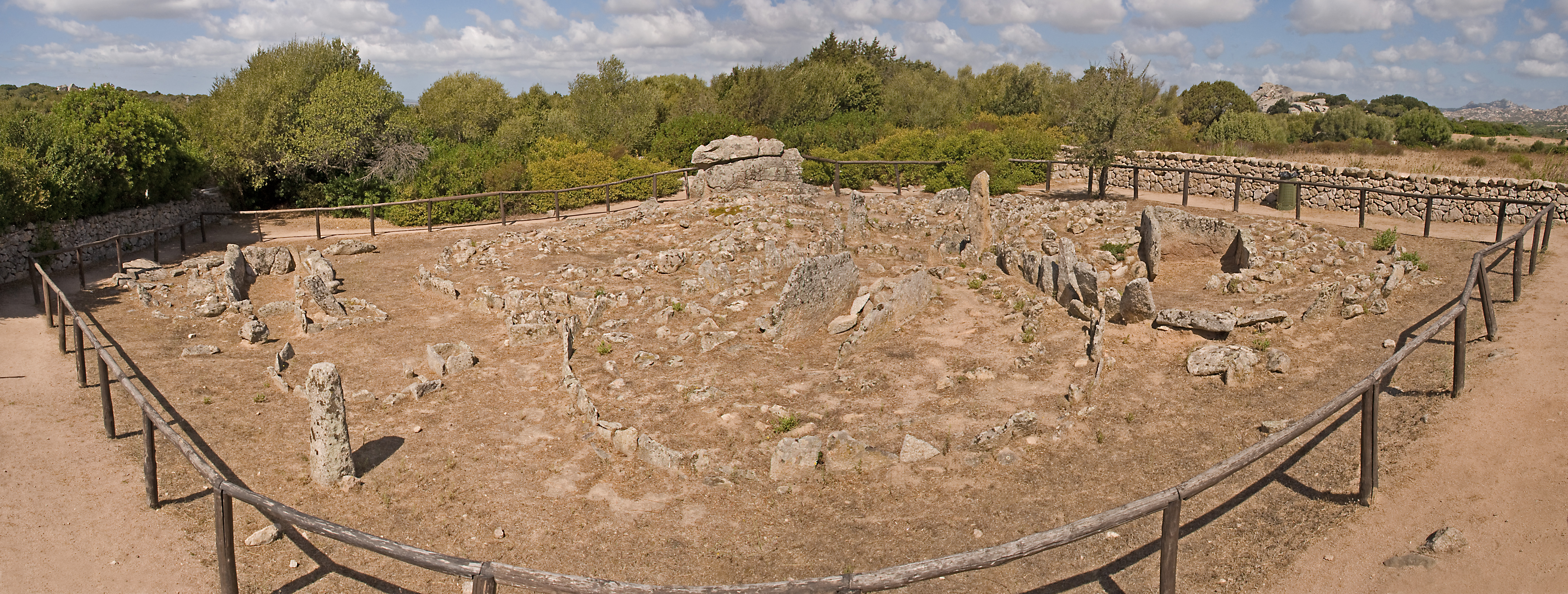
아르차케나에 있는 Li Muri의 원형 무덤, 이탈리아에서 가장 오래된 거석 기념물 중 하나이다.

후기 신석기 시대부터 발레다오스타, 피에몬테, 리구리아, 토스카나, 사르데냐 지역은 범서유럽 거석 시대 현상에 관여했다. 후에 청동기 시대에는 거석 기념물이 라치오, 풀리아, 시칠리아에서도 지어졌다. 기원전 3천 년대 말에 시칠리아는 사르데냐로부터 지중해 유역에 뻗쳐있는 소형 고인돌 문화를 포함한 대서양의 문화들을 받아들였다.

## 동기 시대

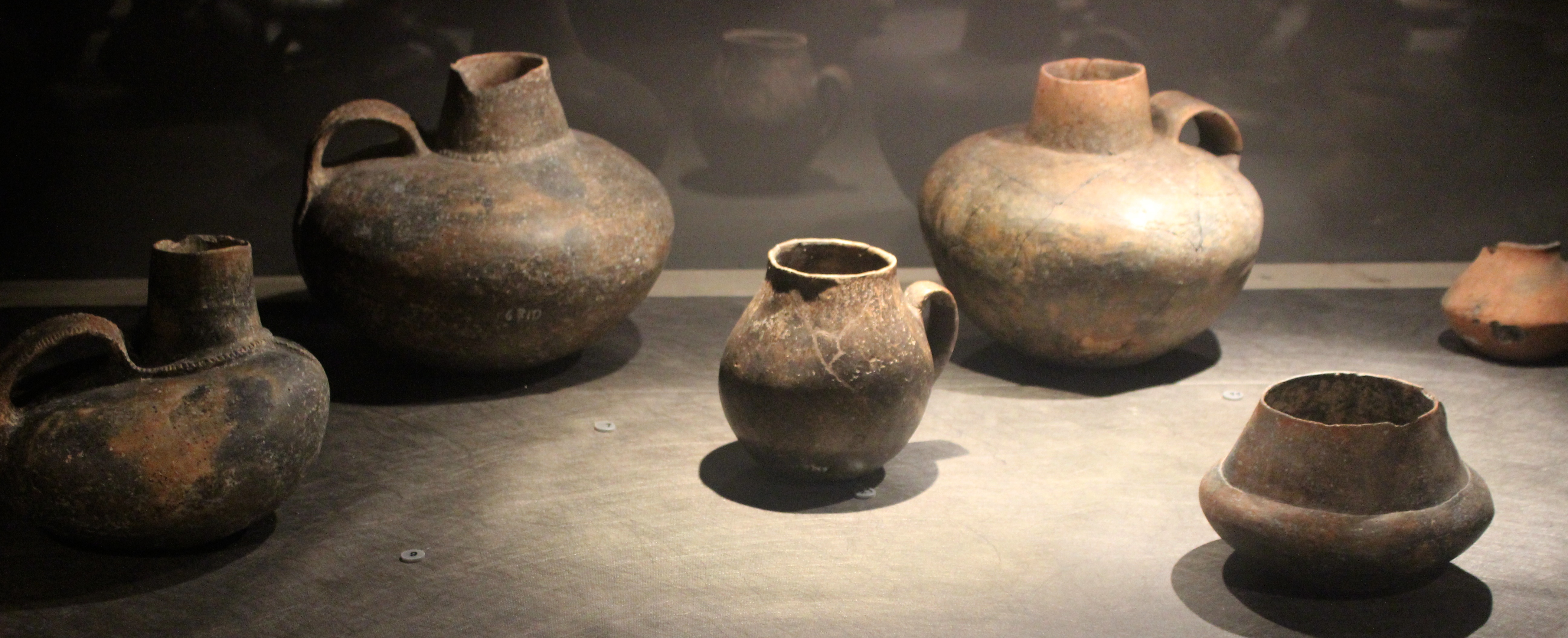
Gaudo 문화 도자기

Remedello 문화, Rinaldone 문화 그리고 Gaudo 문화는 이탈리아의 후기 신석기 문화이며, 주로 현재의 롬바르디아, 토스카나, 라치오, 캄파니아 지역에서 흔적이 발견된다. 그들은 때때로 동기 문화라고 불리기도 하는데, 이는 그들이 초기 동제 도구들을 사용했기 때문이다. 앞서 언급한 문화들과 교류가 있었던 이탈리아 반도와 섬들의 다른 동기 중요한 문화들은 풀리아와 바실리카타의 Laterza 문화, 사르데냐의 Abealzu-Filigosa 문화, 아브루초와 마르케의 Conelle-Ortucchio 문화, 시칠리아의 Serraferlicchio 문화, 에밀리아로마냐의 Spilamberto가 있다.
대부분 무기들을 묘사한 가장 이른 선돌 조각상은 이 시기 이탈리아 북부와 사르데냐의 주민들에 의해 세워졌다. 이 스텝(얌나야 문화)에 기원을 두었을 가능성이 있는 조각 문화는 몇몇 지역에서 청동기 시대, 더는 철기 시대까지 이어졌다.
비커 문화는 동기 시대와 청동기 시대 사이에 과도기를 맞았다.

## 청동기 시대
이탈리아의 청동기 시대는 4개의 시기로 나뉜다.
| 전기 청동기 시대 | 기원전 2300년 ~ 기원전 1700년 |
| 중기 청동기 시대 | 기원전 1700년 ~ 기원전 1350년 |
| 후기 청동기 시대 | 기원전 1350년 ~ 기원전 1150년 |
| 말기 청동기 시대 | 기원전 1150년 ~ 기원전 950년  |

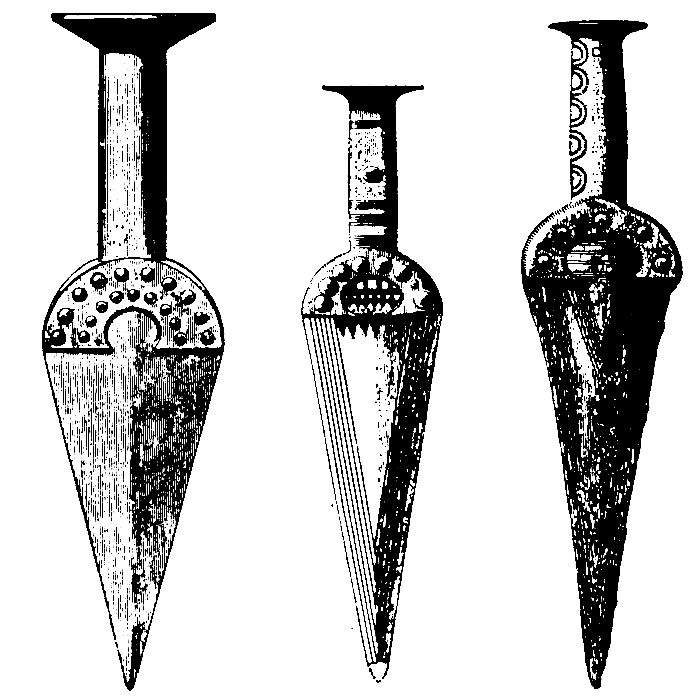
이탈리아의 전기 청동기 시대 단검들

전기 청동기 시대는 북부 이탈리아의 새로운 문화들의 시작을 알렸으며 폴라다 문화로 대표된다. 폴라다 정착지는 주로 알프스 주변의 언덕이나 호수 같은 습지에 넓게 퍼져있었다. Toppo Daguzzo와 La Starza의 도시들은 당시 남부 이탈리아에 퍼져있던 팔마캄파니아 문화의 원시 아펜니노 시기의 중심으로 알려져 있다.
중기 청동기 시대는 중부 이탈리아는 아펜니노 청동기 시대로 알려져 있으며 남부 이탈리아는 저지대와 고지대에 모두 정착지가 세워진 시기이다. 사회 집단 사이에서 계층은 이 시기에 생겼다. 두 단계의 무덤이 발견된 Toppo Daguzzo가 엘리트 집단의 발생을 증명한다. 상층부에서는 유품이 없는 10구의 골절이 있는 해골이 발견되었고, 하층부에서는 11구의 값비싼 유품과 함께 매장된 해골이 발견되었는데, 청동 무기와 묻힌 6구의 남성과 구슬과 묻힌 여성 4구, 그리고 아이가 발견되었다.
후기 청동기 시대는 방어적인 장소로 이동한 시기이다. 이 시기에 정착지 내에 계층은 라티움과 토스카나 지역의 도시에서 분명하게 발견된다.
말기 청동기 시대에는 이탈리아 반도의 대부분이 원시 빌라노바 문화로 통합되었다. Pianello di Genga는 원시 빌라노바 문화의 특징인 작은 묘지에서 예외적이다. 500구가 넘는 시신이 다른 공동체에 의해 두 세기 동안 사용된 이 묘지에서 발견되었다.

### 폴라다 문화

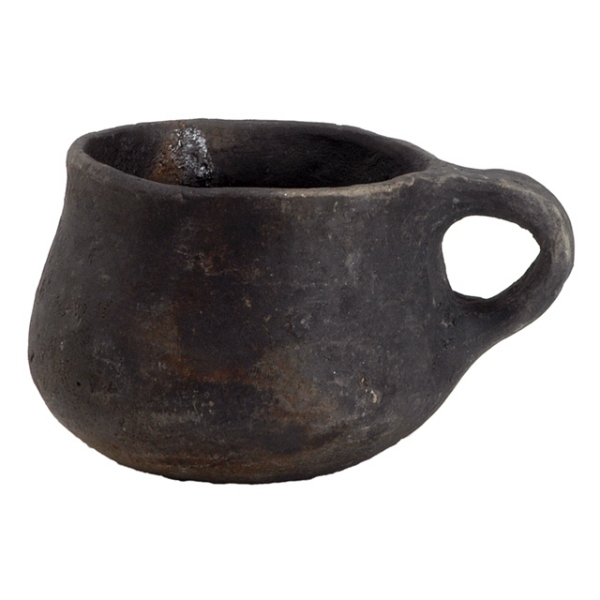
폴라다 문화 도자기

폴라다 문화(브레시아 근처에 위치함)는 롬바르디아와 베네토부터 에밀리아로마냐까지 퍼져있었으며, 기원전 2000년대 전반기에 알프스를 넘어 온 스위스와 남부 독일 지역의 사람들에 의해 형성되었을 것으로 추측된다.
정착지들은 주로 호상 가옥이었다. 경제는 농업과 목축업으로 이루어졌다. 사냥과 낚시 또한 구리와 청동 금속 공학(도끼, 단검, 핀 등)만큼 다루어졌다. 도자기는 거칠고 거무스름했다.

### 누라기 문명

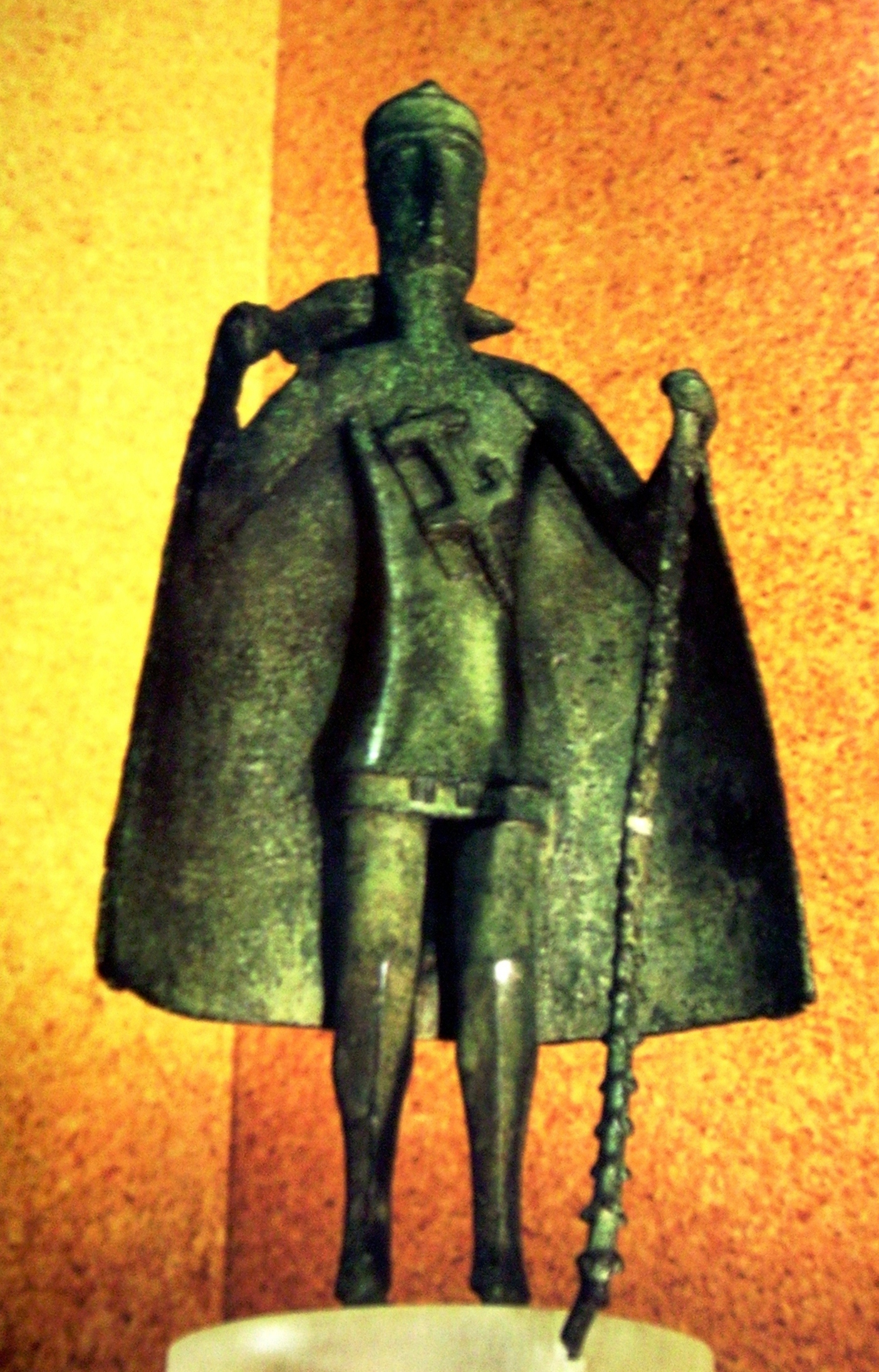
사르데냐의 작은 청동상, 족장을 묘사한 것으로 추정. 칼리아리 Archeologico Nazionale 박물관.

사르데냐(코르시카 남쪽)에 위치한 전기 청동기 시대(기원전 18세기)부터 섬이 이미 로마화 되었던 기원후 2세기까지 존재했던 누라기 문명은 고인돌, 선돌, 2,400개가 넘는 요정의 집Domus de Janas(원시 누라기 문명의 석실분)과 몬테 다코디Monte d'Accoddi를 지은 거석 문화에서 유래한 본나나로 시기 동안 발전했다.
누라기로부터 그 이름이 유래되었다. 누라기 탑들은 유럽에서 가장 잘 보존되고 거대한 거석 유적지로 여겨진다. 그들의 용도는 아직도 논쟁 중이다. 대부분의 학자들이 그것들을 요새라고 보지만 일부는 사원이라고 주장한다.

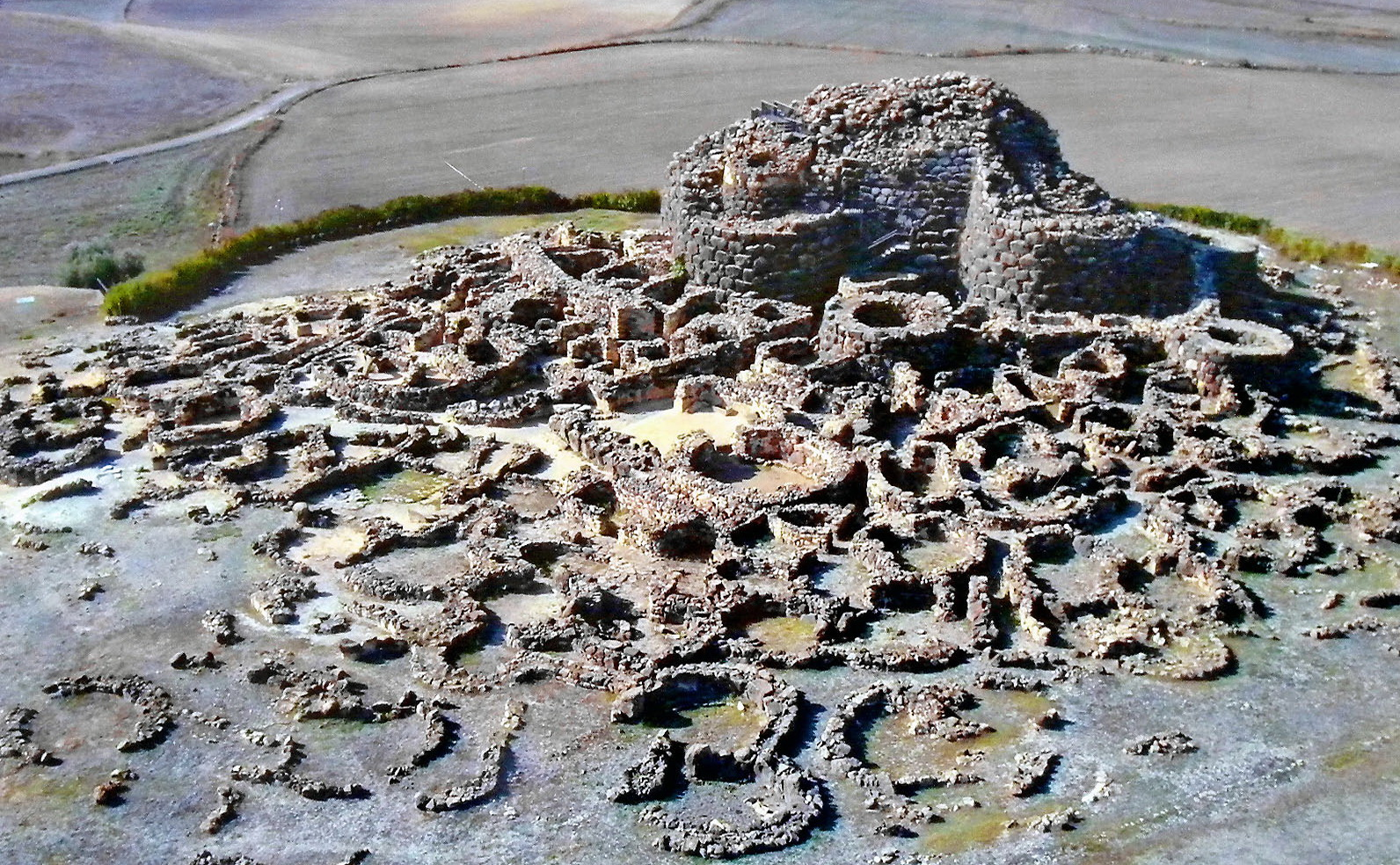
Su Nuraxi의 누라기 마을

전사와 선원들 같은 고대 사르데냐인들은 다른 지중해 사람들과 무역을 하며 번창했다. 이는 누라기 안에 있는 발트해에서 온 호박, 아프리카 짐승들을 묘사한 작은 청동상들, 지중해 동부에서 온 소가죽 주괴Oxhide Ingots와 무기들, 미케네 도자기 같은 많은 유물들로 인해 밝혀졌다. 고대 사르데냐인, 혹은 그들 중 일부가 고대 이집트와 다른 지중해 동부 지역들을 공격했던 바다 민족이라고 불리는 셰르덴Sherden과 같은 존재라는 추측이 있다.
다른 사르데냐 문명들의 기본 요소 중에는 신성한 샘Holy well, 성수Holy water, 거인의 묘Giant's grave, 메가론 사원, 법률과 여가 기능을 위한 몇몇의 청동상 구조물들(에트루리아에서도 발견되며 이는 두 문명이 서로 영향을 미쳤다는 것을 시사한다.)이 있다. 이 문명의 다른 중요한 요소는 몬테 프라마의 거인상Giants of Mont'e Prama(서부 지중해에서 가장 오래된 의인관 조각상일 수도 있다.)이다.

### 시칠리아

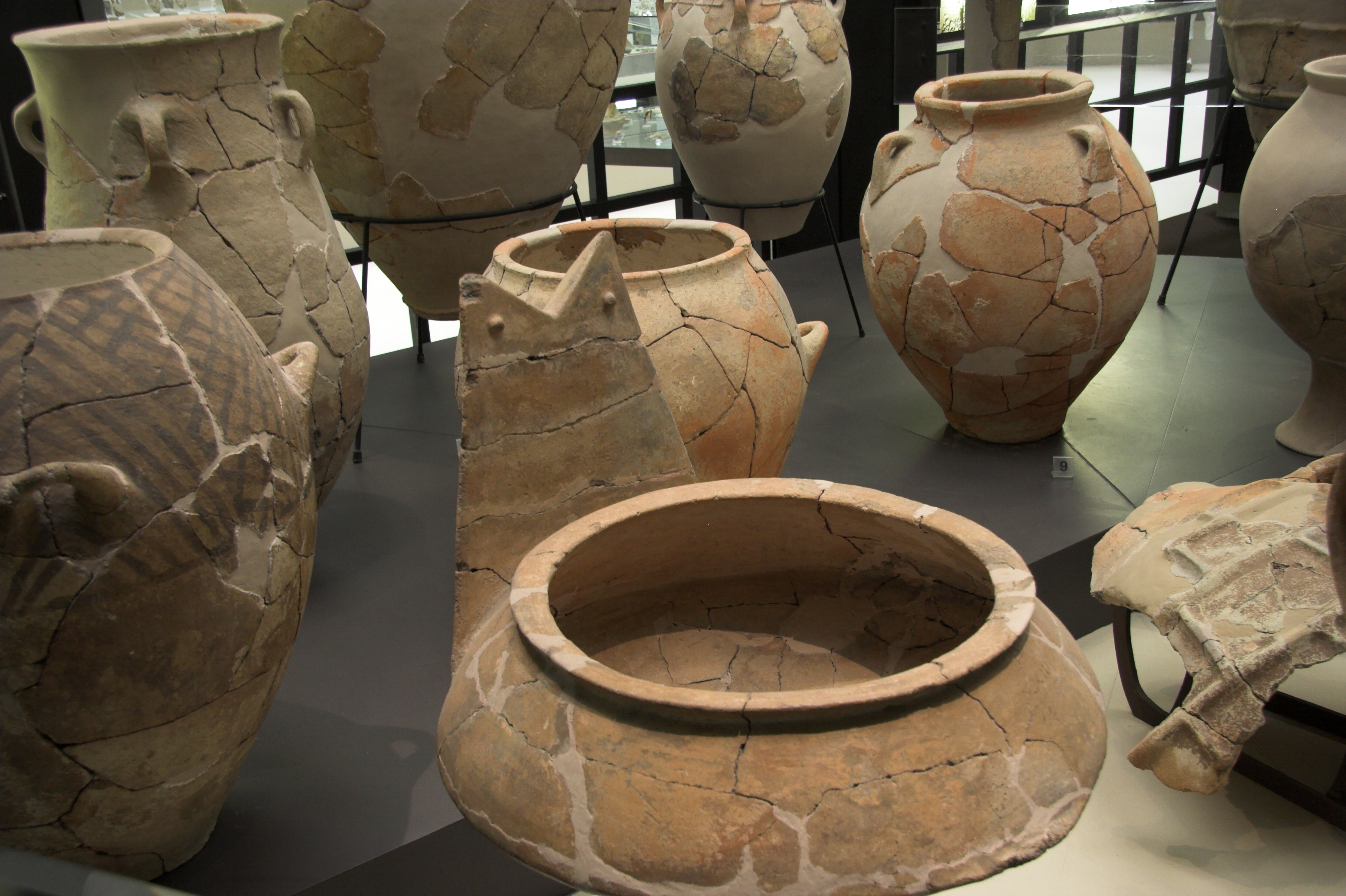
탑소스 문화 도자기

청동기 시대 시칠리아에서 발생한 가장 중요한 문화 중 카스텔루초(고대 청동기 시대)와 탑소스(중기 청동기 시대)의 문화들은 주목할 가치가 있다. 두 문화는 모두 섬의 남동부에 기원한다. 이 문화들, 특히 카스텔루초 시기에는 그리스 문명이 번창하고 있었던 에게해로부터의 확실한 영향이 있었다.

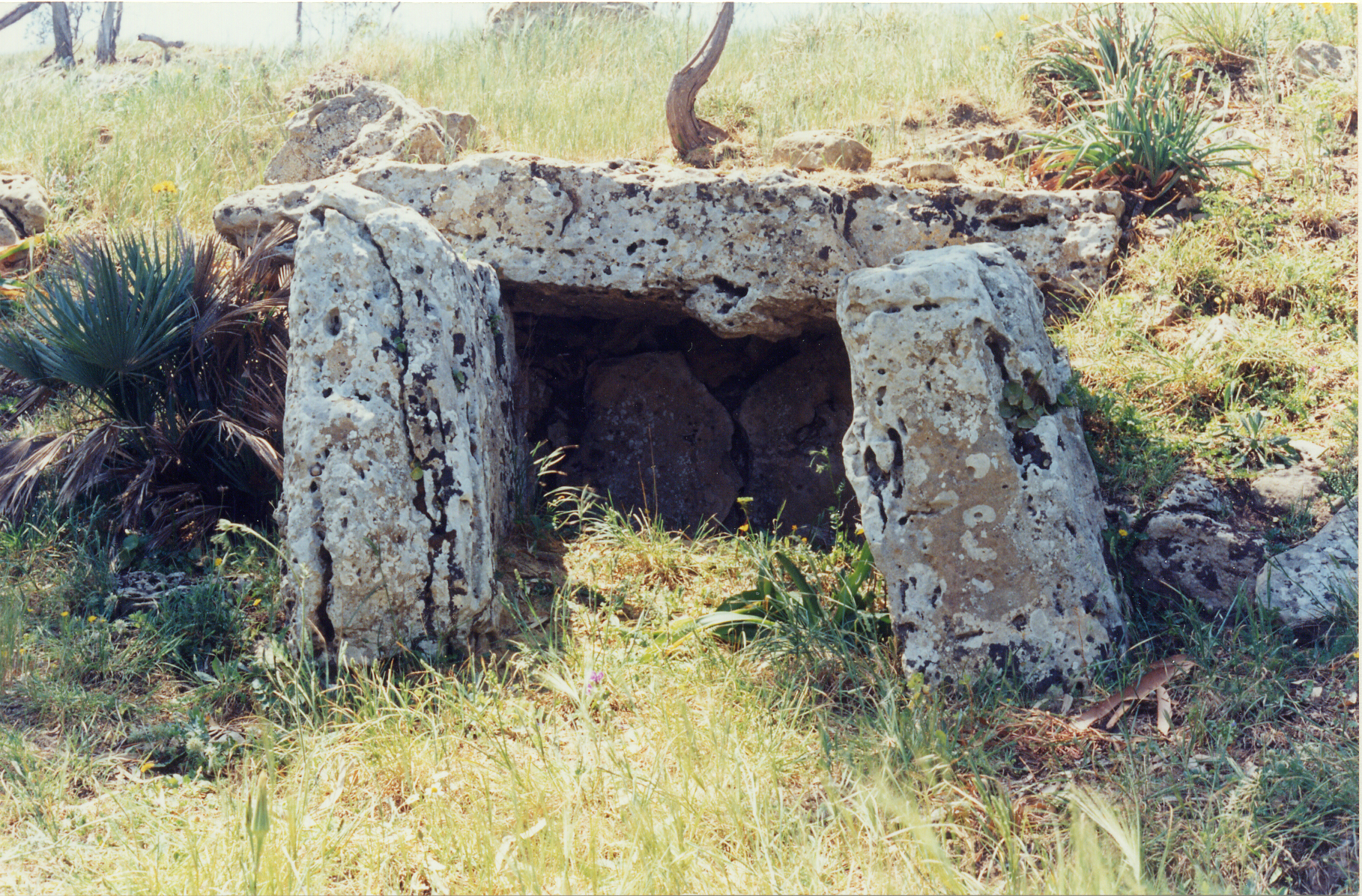
시칠리아 몬테 부보니아_{Monte Bubbonia}에 위치한 고인돌

무덤으로 사용된 몇몇 작은 건축물들이 이 시기까지 거슬러 올라간다. 이 건축물들은 이 지역 내륙과 해안가 모두에서 발견되었다.
서구(이베리아-사르데냐)형에 속해있던 문화는 시칠리아 해안의 북서부와 남서부에 위치한 것으로 알려진 비커 문화가 있으며, 이전에 콘차 도로Conca d'Oro 문화가 차지했던 곳이다. 후기 청동기 시대에는 북동부 시칠리아에는 밀라초에서 원시 빌라노바 문화의 등장을 이끈 반도의 사람들과 문화적 침투의 흔적이 있는데 시컬인들의 도착과 연관이 있어 보인다.

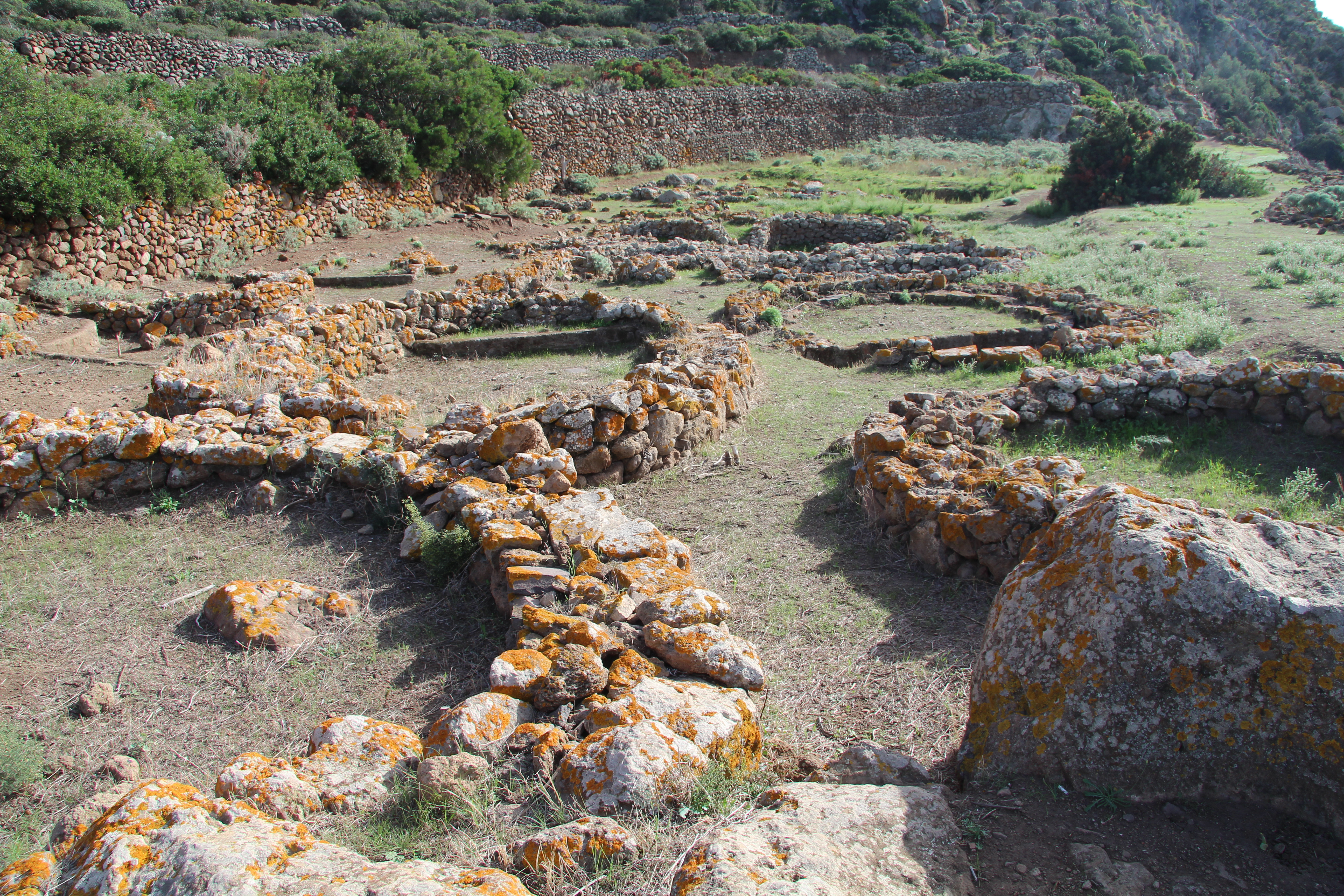
카포 그라치아노_{Capo Graziano}의 마을, 필리쿠디섬

청동기 시대에 에올리에 제도 인근에서는 카포 그라치아노Capo Graziano와 밀라노 문화가 번창했으며, 그 이후의 아우소니오Ausonio 문화로 이어진다.

### 팔마 캄파니아 문화
팔마 캄파니아 문화는 기원전 제2천년기가 끝나갈 무렵 형태를 갖추기 시작했으며 캄파니아의 초기 청동기 시대를 대표하는 문화이다. 처음으로 발견된 장소가 팔마캄파니아 인근에 위치해 있기 때문에 이러한 이름이 붙었다.
이 문화의 많은 마을들이 기원전 2천년 경의 베수비오산의 분출 이후 화산재 아래에 묻혔다.

### 아펜니네 문화
아펜니네 문화는 이탈리아 중부와 남부의 복합문화이다. 넓게 보았을 때 청동기 시대 전반에 걸쳐있다. 오늘날 보편적으로 받아 들여지는 좁은 관점에서는 기원전 15~14세기의 후기 청동기 시대만이 이 문화일 것으로 생각된다.
아펜니네 문화의 사람들은, 적어도 소몰이꾼들은 로마의 캄피돌리오 언덕을 포함한 이탈리아 중부 산악 지대의 숲과 목초지에 그들의 유제류(발굽이 있는 동물)들을 방목했다. 이는 그들이 지배했던 시기 초기의 층에 있는 그들의 도자기로 증명되었다. 최초의 그림은 방어 가능한 장소에 위치한 아주 작은 마을에 사는 주민의 그림이다. 소몰이꾼들이 여름의 초원들 사이를 여행하면서 간이 막사를 짓거나 동굴에 살았다는 증거가 있다. 하지만 그들의 활동 범위는 언덕으로 한정되지도, 그들의 문화가 소몰이에 한정되어있지도 않다.

### 테라마레

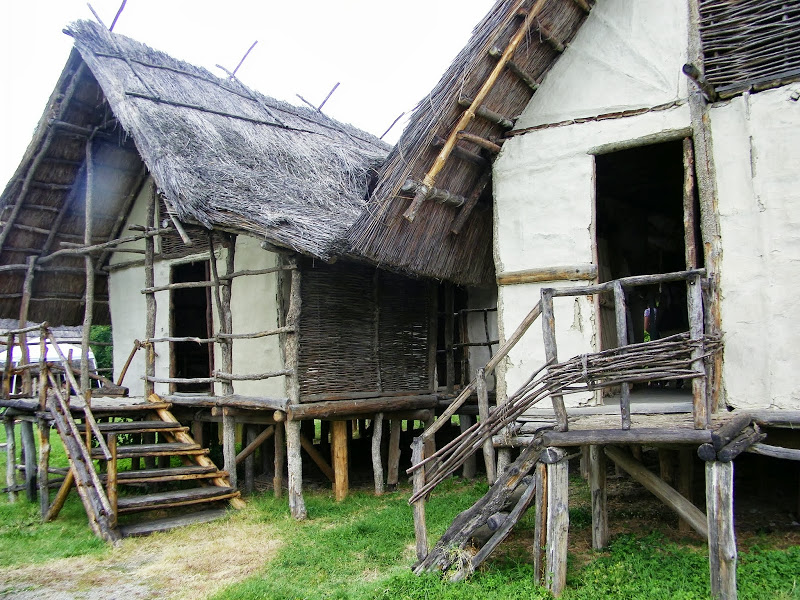
테라마레 가옥

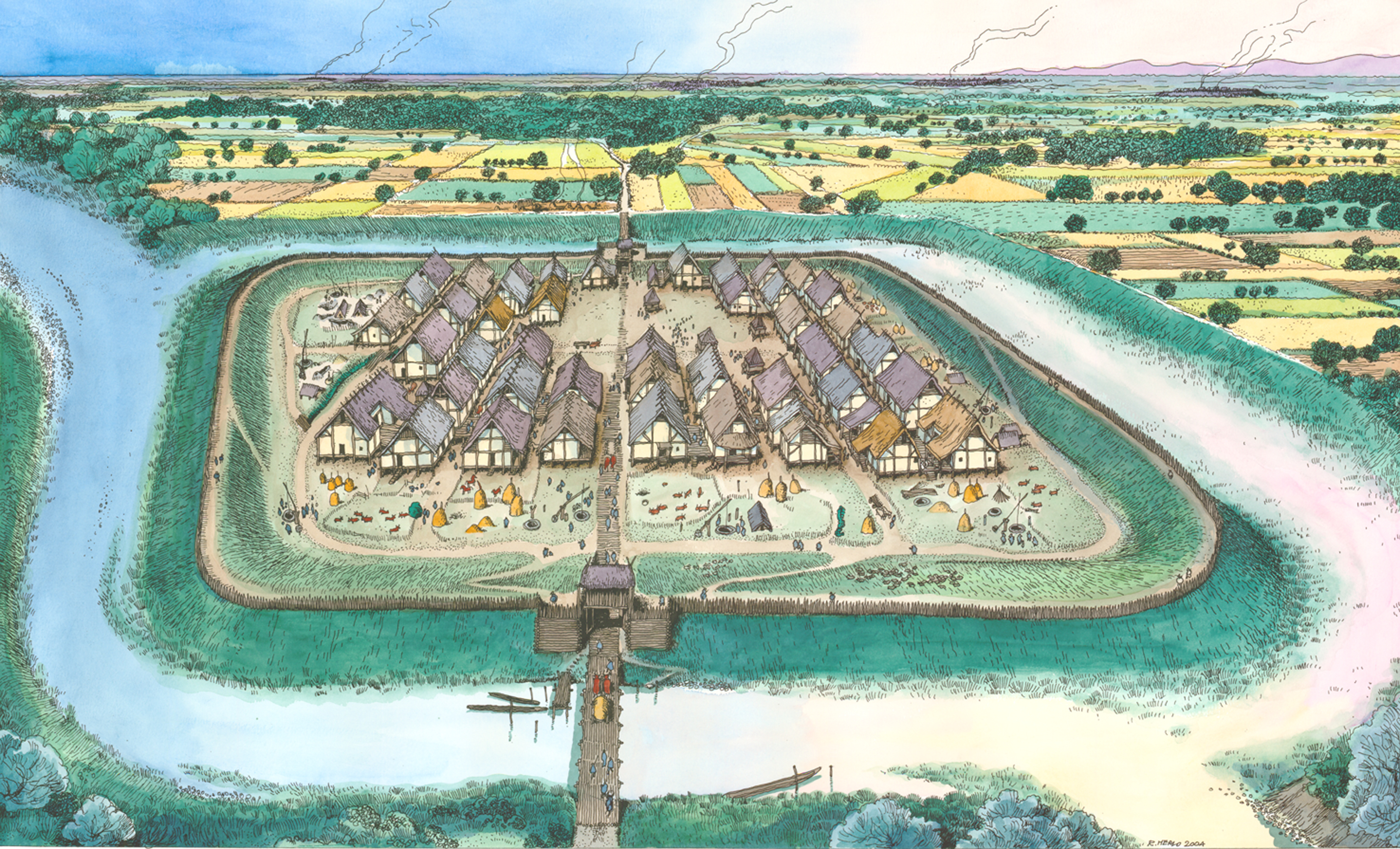
테라마레 거주지 삽화

테라마레는 기원전 16 ~ 12세기 사이에 지금의 포 계곡에 존재했던 중, 후기 청동기 시대의 문화이다. 그들의 총 인구 수는 후기 청동기 시대가 시작될 무렵에 최대 12만 명을 넘겼을 것으로 추정된다. 그들이 평균적으로 130명으로 이루어진 마을에서 목조 호상 가옥에서 살던 초기에는 집을 사각형으로 지었으며, 개울 근처 땅 위에 집을 지었다. 도로는 서로 직각으로 교차되었다. 테라마레 문화가 존재하는 동안, 이 정착지들은 작은 마을들에 둘러싸인 15~20 헥타르의 더 큰 정착지들을 가진 계층화된 지역으로 발전했다. 특히 후에는 정착지들의 100%가 요새화되었다.
기원전 12세기 경에 테라마레는 붕괴했고 정착지는 버려졌으며 사람들은 남쪽으로 이주해 아펜니노인들과 섞인다. 이 사람들이 포 계곡을 버리고 남쪽으로 이주한 것이 티레니아 문화가 형성되는 데에 영향을 주었을 것이며 궁극적으로 역사적으로 중요한 에트루리아의 등장을 이끌었다. 이는 고고학적 증거와 그리스에 의해 기록된 초기 신화들의 놀라운 수준의 연관성에 기초한다.

### 카스텔리에리

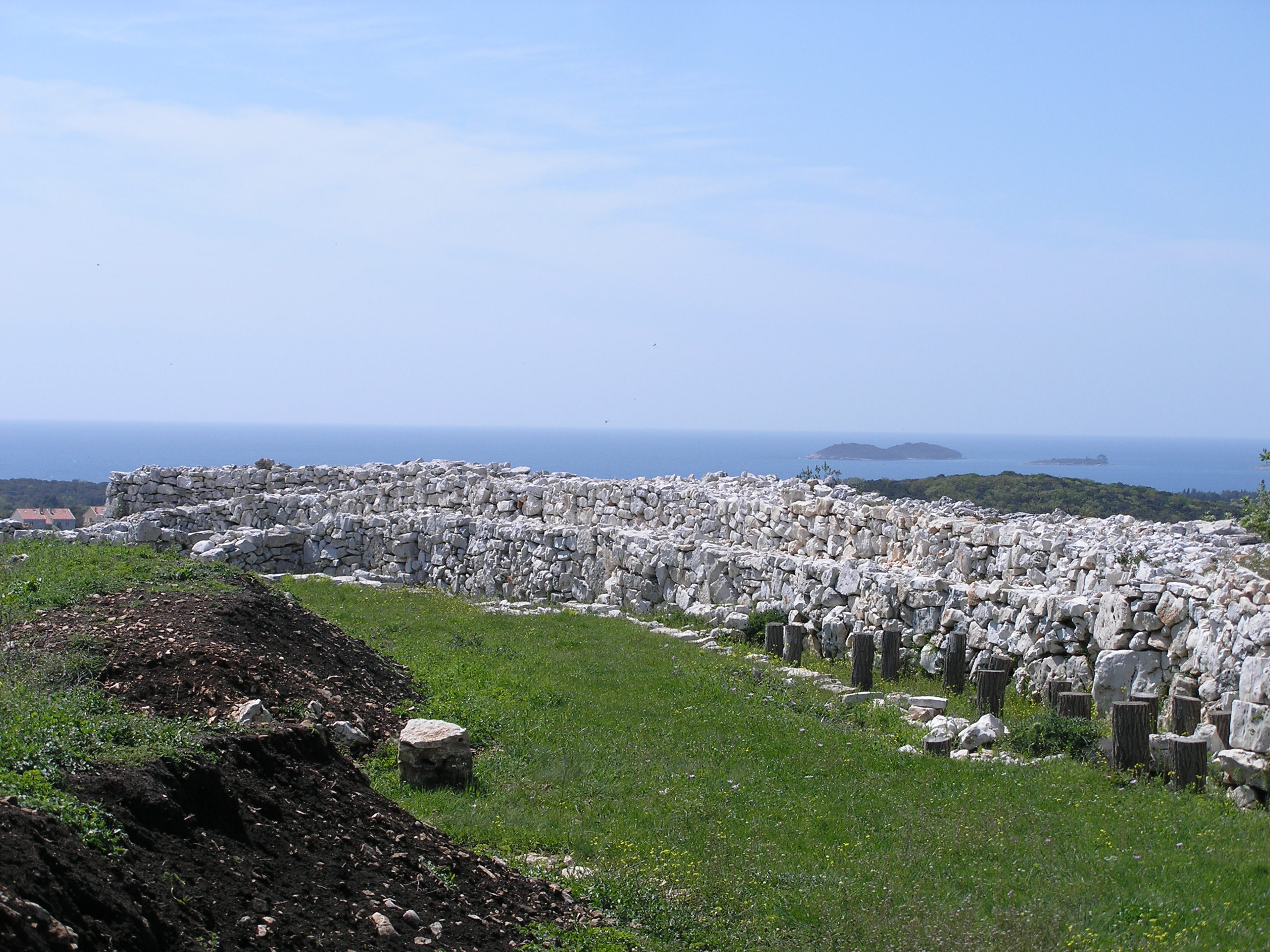
크로아티아, Monkodonja에 위치한 카스텔리에리

카스텔리에리 문명은 중기 청동기 시대에 이스트라반도에서 발전되었으며 후에 현대의 베네치아줄리아, 달마티아와 인접한 프리울리로 확장되었다. 그 문화는 기원전 15세기부터 기원전 3세기 로마의 정복 이전까지 천년보다 더 오래 지속되었다. 카스텔리에리라는 이름은 그 문화의 특징적이었던 요새화된 도시(Castellieri, 프리울리어: cjastelir)에서 유래했다.
카스텔리에리 문명이 어떤 민족인지는 불분명하지만 바다를 건너온 원시 인도유럽인일 것으로 추정된다. 실제로 최초의 카스텔리에리는 이스트라 해안을 따라 지어졌으며 같은 시기 미케네 문명에서 같은 거석 문화가 등장했다. 일리리아에 관한 가설은 확인되지 않았다.
카스텔리에리Castellieri는 주로 언덕이나 산, 드물게는 (예를 들어 프리울리 같은) 평원에 위치한 요새화된 도시였다. 그들은 한겹 혹은 여러겹의 동심원(중심이 같은)의 벽을 가진 구조로 이루어졌다. 이스트라와 베네치아줄리아에서는 원형 혹은 타원형으로 벽을 지었고, 프리울리에서는 사각형으로 지었다.
몇백 개의 카스텔리에리Castellieri가 이스트라, 프리울리, 베네치아줄리아에서 발굴되었다. 이스트라 중서부에 위치한 Leme, Muggia 근처에 있는 Elerji, Prosecco(트리에스테)와 산폴로 근처에 위치한 Monte Giove가 대표적이다. 하지만 가장 큰 카스텔리에리Castellieri는 이스트라 남부, 풀라에서 멀지 않은 Nesactium이다.

### 카네그라테 문화
카네그라테 문화는 중기 청동기 시대(기원전 13세기)부터 현재의 롬바르디아, 피에몬테, 티치노가 위치한 포 계곡에 철기 시대가 도래하기 전까지 발전했다. 문화의 명칭은 20세기에 도자기와 금속 물체가 묻힌 대략 50여 개의 무덤이 발견된 도시, 카네그라테에서 유래되었다. 그것은 알프스 북서부에서 Alpine passes를 통과하는 최초의 원시 켈트족 대이동을 대표했다. Alpine passes는 이미 스카모치나 문화Scamozzina culture에 의해 마조레호와 코모호 사이에 길이 닦여있었다. 그들은 매장을 대신해 새로운 장례 관습인 화장을 들여왔다.
카네그라테의 테라코타는 같은 시기 알프스 북쪽(프로방스, 사부아, 이제르, 발레, 라인강-스위스-프랑스 동부 지역)의 것들과 매우 유사하다. 그 문화들에 속하는 문화들은 티치노와 스위스 알프스에서 포 계곡으로 내려온 전투민족으로 묘사되어왔다.

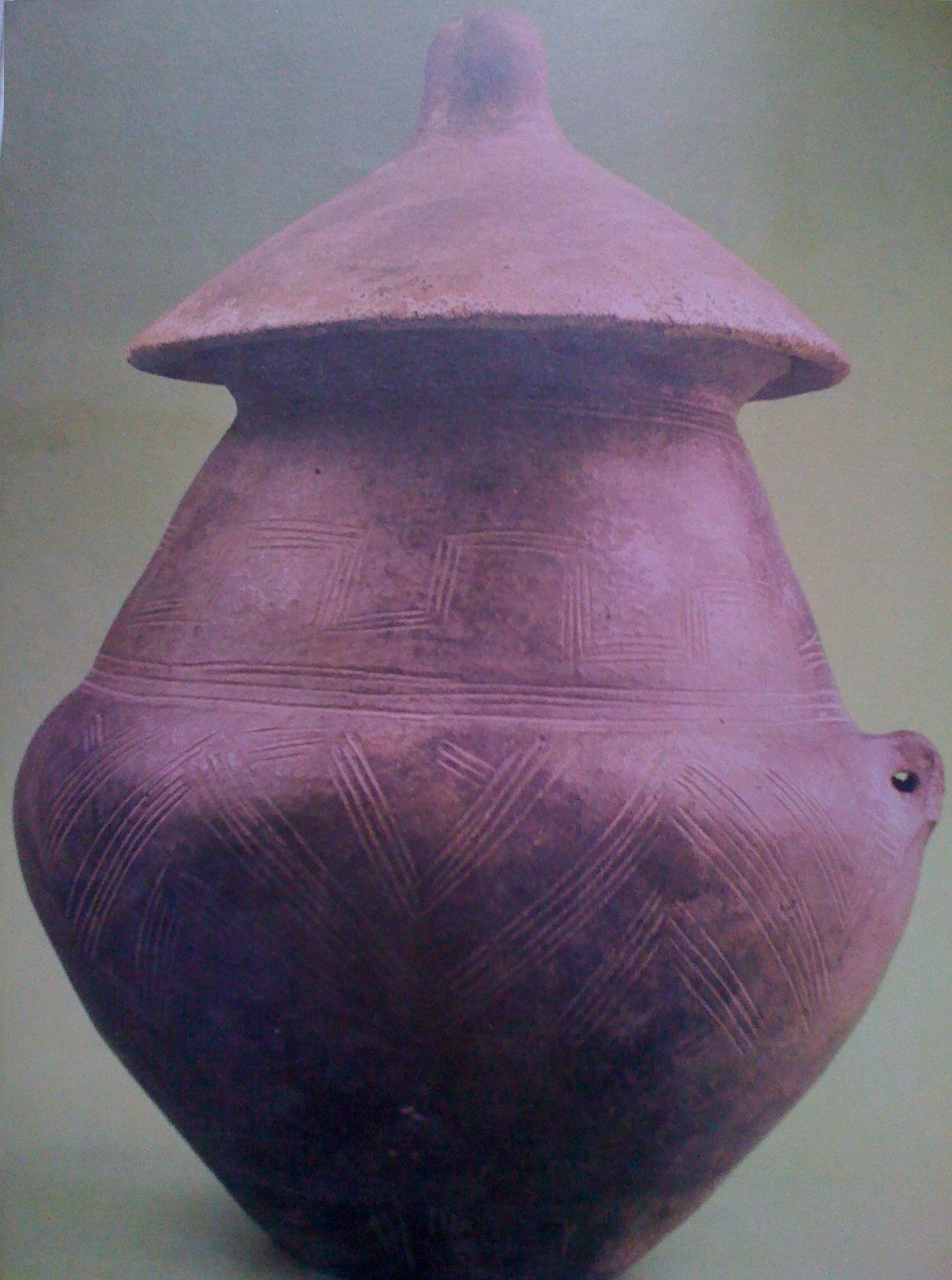
알루미에레에서 발굴된 원시 빌라노바 골호_{骨壺}

### 원시 빌라노바 문화
청동기 시대가 끝나가던 시기(기원전 12~10세기)의 문화이다. 이탈리아반도와 (에올리에 제도를 포함한)시칠리아 북동부에 걸쳐 광범위하게 퍼져있었으며 화장하는 장례 의식이 특징적이다. 고인의 재를 기하학적 문양으로 장식된 이중 원추 모양의 항아리에 담았다. 그들의 거주지는 주로 언덕 위에 자리했으며 석벽石壁으로 보호됐다.

### 루코-멜루노 문화
루코-멜루노 문화Luco-Meluno culture는 청동기 시대와 철기 시대 사이 과도기에 탄생했으며 트렌토와 볼차노 지역을 점령하고 있었다. 이 문화는 철기 시대에 프리첸-산체노 문화Fritzens-Sanzeno culture로 계승되었다.

## 철기 시대

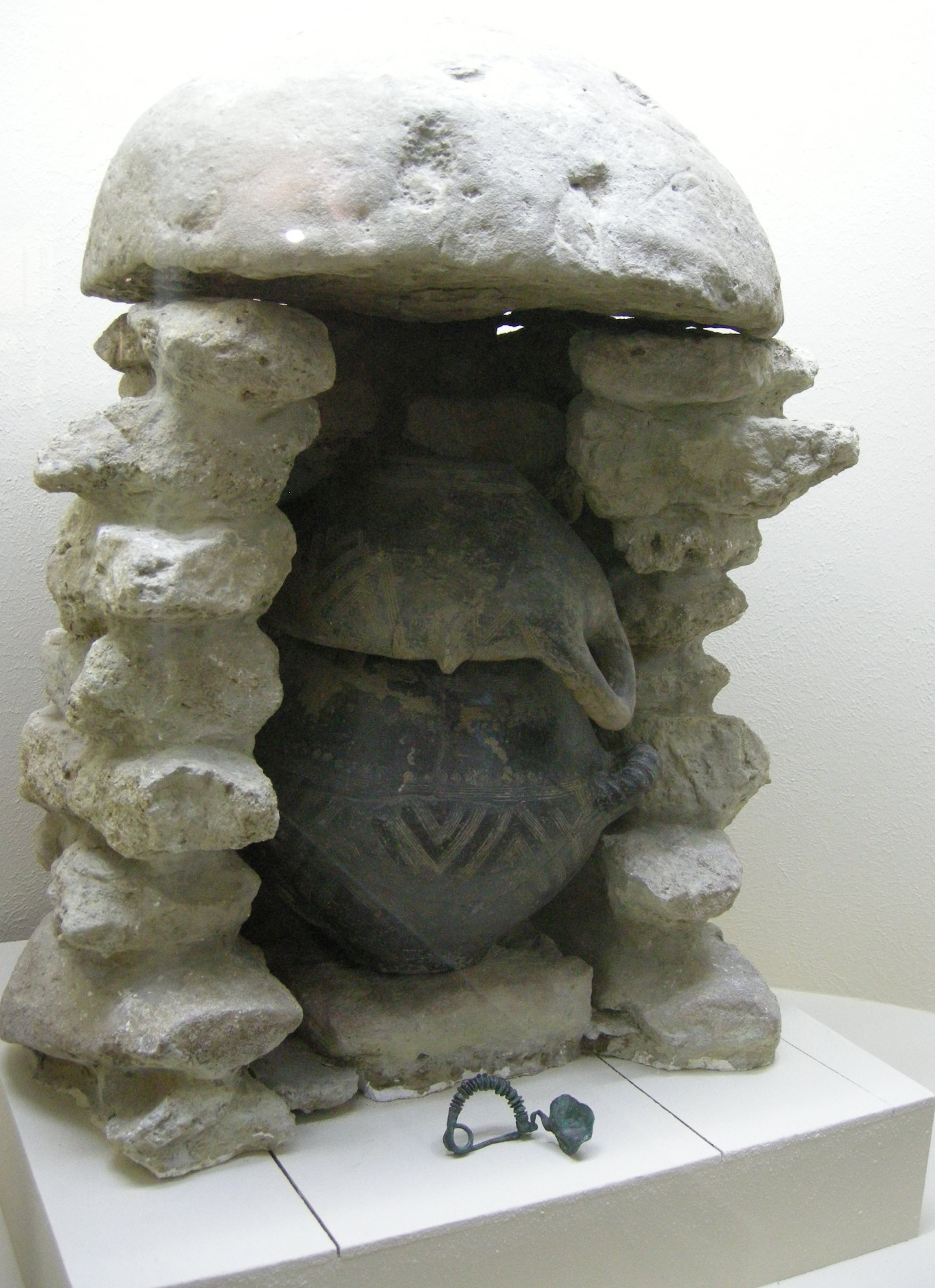
기원전 9세기의 빌라노바 무덤

### 빌라노바 문화
이 철기 시대 문명의 이름은 카스테나소Castenaso의 프라치오네 빌라노바에서 유래되었다. 이 문화는 철기 시대 동안 원시 빌라노바 문화를 계승했다. 토스카나, 북부 라치오 그리고 로마냐, 캄파니아와 마르케에 위치한 페르모에 넓게 퍼져있었다.
빌라노바의 주 특징은(후기 청동기 시대의 원시 빌라노바 시기와 몇 가지 유사한 부분이 있다) 고인의 재를 이중 원추 모양 항아리에 담아 묻는 화장 풍습이 있다. 매장 풍습은 빌라노바 문화를 중앙 유럽의 언필드 문화, 할슈타트 문화(언필드 문화를 계승했다)와 연관되어 있다.
빌라노바인들은 초기에 농업과 농사 같은 간단한 산업에 집중했다. 후에는 도자기는 사회 계층의 등장을 야기한 부의 축적을 발생 시켰다,

### 구라티움 문화
구라티움 문화는 고대 라티움에 걸쳐있었다. 철기 시대 구라티움 문화는 고대 라틴어를 사용하던 사람들이 있던 지역에 도착하면서 시작된다. 따라서 구라티움 문화는 알바 롱가 왕들의 시기와 로마 왕국의 건국 시기 동안 라틴족의 사회 정치적인 자의식을 확인할 수 있게 한다.

### 에스테 문화
에스테 문화 혹은 아테스티네Atestine 문화는 후기 이탈리아 청동기 시대(기원전 10 ~ 9세기)부터 고대 로마 시기까지 존재했던 철기 시대 문화였다. 오늘날의 이탈리아 베네토 지역에 위치해 있었으며, 더 먼저 그리고 더 광범위했던 원시 빌라노바 문화로부터 유래되었다. "시툴라의 문명"이라고 불리기도 한다.

### 골라세카 문화
골라세카 문화는 초기 철기 시대에 포 계곡 북서쪽에서 발전되기 시작했다. 골라세카라는 이름은 19세기 초 수도원장이던 지오반니 바티스타 지아니Giovanni Battista Giani가 처음으로 해당 유적(도자기와 철기들이 함께 묻힌 50여 개의 무덤)을 발굴 한 티치노 인근의 지명에서 따왔다. 골라세카 문화의 유적은 포 계곡과 세시아강과 세리오강의 사이에서 2만 평방 킬로미터에 걸쳐 발견되며, 기원전 9세기에서 4세기에 존재했을 것으로 보인다.
그들의 기원은 카네그라테 문화와 원시 골라세카 문화(기원전 12 ~ 10세기)와 직접적으로 연관되어 있다. 골라세카 문화는 에트루리아와 할슈타트 문화와 무역을 했으며, 후에는 그리스와 북부 유럽과도 접촉했다.
폼비아Pombia에 있는 골라세카 무덤에서는 알려진 것 중 세계에서 가장 오래된 홉 맥주가 발견되었다.

### 프리첸-산체노 문화
프리첸-산체노 문화Fritzens-Sanzeno culture는 후기 철기 시대, 기원전 6세기 ~ 1세기 사이에 존재했다. 트렌토와 남티롤 지역의 알프스 지역에 위치하고 있었으며 전성기 때에는 엥가딘 지역까지 진출했다.

## 로마 이전
로마 이전의 이탈리아의 민족 중에서 가장 주목할 만한 민족은 에트루리아인들이다. 그들은 기원전 8세기부터 형성되었으며, 로마와 라틴 세계에 큰 영향력을 행사한 발전된 문명을 만들었다. 티레니아해에 최초로 정착한 이 비인도유럽인들의 기원은 불분명하다.
이탈리아 북부에 살던 다른 민족으로는 리구리아인(현재의 리구리아, 남부 피에몬테, 프랑스 남부 해안에 거주하던 인도유럽인), 레폰티 그리고 피에몬테와 롬바르디아의 켈트족, 이탈리아 북동부의 베네티가 있다. 반도에는 에트루리아와 함께 많은 부족들이 거주했으며 대부분이 인도유럽인에 기원을 두었다. 움브리아와 북부 아브루초의 움브리, 라티움 지역에는 로마 문명을 건설한 라틴족, 남부 아브루초와 몰리세, 캄파니아 지역의 삼니움, 반도의 남쪽 끝에는 루카니와 브루티가 있었다. 아직 사르데냐에 누라기인들이 살고 있던 시기, 시칠리아에는 시컬인Sicels, 엘리미인Elymians과 시카니인Sicani이 거주했다.
후에, 다른 민족들이 이탈리아 지역에 정착해 이전의 주민들과 함께 살아가기 시작했다. 북쪽에는 세노네스, 보이 등 새로운 켈트 부족들, 남부 지역과 시칠리아, 사르데냐의 일부 지역에는 그리스인들과 페니키아인들이 이주해왔다.

## 같이 보기
- 이탈리아족
- 이탈리아어파